# Bretignolles

Bretignolles este o comună în departamentul Deux-Sèvres, Franța. În 2009 avea o populație de 632 de locuitori.